# Élections générales britanniques de 2017 en Écosse
Des élections générales britanniques ont eu lieu le 8 juin 2017 pour élire la 57e législature du Parlement du Royaume-Uni.

## Sondages

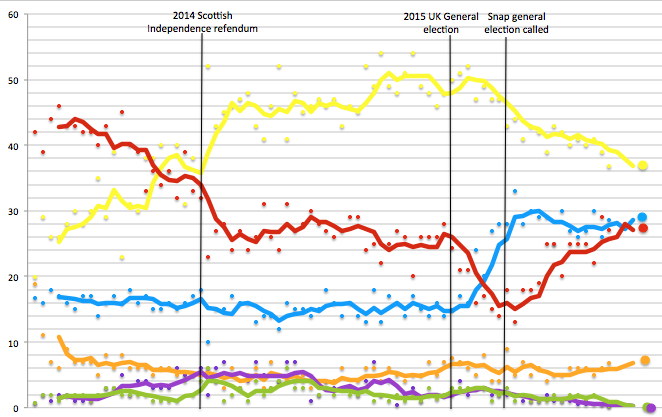
Sondages sur les élections en Écosse depuis 2010

## Élus
| Partis | Partis              | Total des sièges      | Total des sièges          | Total des sièges  | Total des sièges       |
| Partis | Partis              | Députés (Westminster) | Députés (parlement local) | Députés européens | Conseillers municipaux |
| ------ | ------------------- | --------------------- | ------------------------- | ----------------- | ---------------------- |
|        | SNP                 | 54 / 59               | 63 / 129                  | 2 / 6             | 431 / 1227             |
|        | Conservateur        | 1 / 59                | 31 / 129                  | 1 / 6             | 276 / 1227             |
|        | Travailliste        | 1 / 59                | 23 / 129                  | 2 / 6             | 262 / 1227             |
|        | Indépendants        | 2 / 59                | 0 / 129                   | 0 / 6             | 172 / 1227             |
|        | Libéraux-démocrates | 1 / 59                | 5 / 129                   | 0 / 6             | 67 / 1227              |
|        | Vert                | 0 / 59                | 6 / 129                   | 0 / 6             | 19 / 1227              |
|        | UKIP                | 0 / 59                | 0 / 129                   | 1 / 6             | 0 / 1227               |
|        | Président           | 0 / 59                | 1 / 129                   | 0 / 6             | 0 / 1227               |
| Total  | Total               | 59 / 59               | 129 / 129                 | 6 / 6             | 1227 / 1227            |

## Candidats
| Partis | Partis                                             | 2015 | 2017 | +/-           |
| ------ | -------------------------------------------------- | ---- | ---- | ------------- |
|        | Parti national écossais                            | 59   | 59   | en stagnation |
|        | Parti travailliste écossais                        | 59   | 59   | en stagnation |
|        | Parti conservateur écossais                        | 59   | 59   | en stagnation |
|        | Libéraux-démocrates écossais                       | 59   | 59   | en stagnation |
|        | UKIP                                               | 41   | 10   | 31            |
|        | Parti vert écossais                                | 31   | 3    | 28            |
|        | Coalition syndicaliste et socialiste               | 10   | 0    | 10            |
|        | Le cannabis est plus sûr que l'alcool              | 8    | 0    | 8             |
|        | Parti socialiste                                   | 4    | 0    | 4             |
|        | Front national britannique                         | 2    | 0    | 2             |
|        | Parti chrétien écossais                            | 2    | 2    | en stagnation |
|        | Parti communiste                                   | 1    | 0    | 1             |
|        | Parti socialiste de l'égalité                      | 1    | 0    | 1             |
|        | Parti social-démocrate                             | 0    | 1    | 1             |
|        | Parti de l'égalité des Femmes                      | 0    | 1    | 1             |
|        | Quelque chose de nouveau                           | 0    | 1    | 1             |
|        | Parti du référendum de l'indépendance de l'Écosse  | 0    | 1    | 1             |
|        | Royaume-Uni souverain, indépendant et démocratique | 0    | 1    | 1             |
|        | Indépendants                                       | 10   | 10   | stagnation    |
| Total  | Total                                              | 346  | 266  | 80            |

## Résultats
| Partis | Partis                       | Votes      | %     | +/−        | Sièges  | +/−        |
| ------ | ---------------------------- | ---------- | ----- | ---------- | ------- | ---------- |
|        | Parti national écossais      | 977 569    | 36,9  | 13,1       | 35 / 59 | 21         |
|        | Parti conservateur écossais  | 757 949    | 28,6  | 13,7       | 13 / 59 | 12         |
|        | Parti travailliste écossais  | 717 007    | 27,1  | 2,8        | 7 / 59  | 6          |
|        | Libéraux-démocrates écossais | 179 061    | 6,8   | 0,8        | 4 / 59  | 3          |
|        | Parti vert écossais          | 5 886      | 0,2   | 1,1        | 0 / 59  | stagnation |
|        | UKIP                         | 5 302      | 0,2   | 1,4        | 0 / 59  | stagnation |
|        | Autres                       | 6 921      | 0,3   | 0,2        | 0 / 59  | stagnation |
| Total  | Total                        | {2 649 695 | 100,0 | stagnation | 59 / 59 | stagnation |

## Députés élus
| Circonscription                             | Député sortant | Député sortant       | Député élu | Député élu          |
| ------------------------------------------- | -------------- | -------------------- | ---------- | ------------------- |
| Aberdeen North                              |                | Kirsty Blackman      |            | Kirsty Blackman     |
| Aberdeen South                              |                | Callum McCaig        |            | Ross Thomson        |
| Airdrie & Shotts                            |                | Neil Gray            |            | Neil Gray           |
| Angus                                       |                | Mike Weir            |            | Kirstene Hair       |
| Argyll and Bute                             |                | Brendan O'Hara       |            | Brendan O'Hara      |
| Ayr, Carrick and Cumnock                    |                | Corri Wilson         |            | Bill Grant          |
| Banff and Buchan                            |                | Eilidh Whiteford     |            | David Duguid        |
| Berwickshire, Roxburgh and Selkirk          |                | Calum Kerr           |            | John Lamont         |
| Caithness, Sutherland and Easter Ross       |                | Paul Monaghan        |            | Jamie Stone         |
| Central Ayrshire                            |                | Philippa Whitford    |            | Philippa Whitford   |
| Coatbridge, Chryston and Bellshill          |                | Phil Boswell         |            | Hugh Gaffney        |
| Cumbernauld, Kilsyth and Kirkintilloch East |                | Stuart McDonald      |            | Stuart McDonald     |
| Dumfries and Galloway                       |                | Richard Arkless      |            | Alister Jack        |
| Dumfriesshire, Clydesdale and Tweeddale     |                | David Mundell        |            | David Mundell       |
| Dundee East                                 |                | Stewart Hosie        |            | Stewart Hosie       |
| Dundee West                                 |                | Chris Law            |            | Chris Law           |
| Dunfermline and West Fife                   |                | Douglas Chapman      |            | Douglas Chapman     |
| East Dunbartonshire                         |                | John Nicolson        |            | Jo Swinson          |
| East Kilbride, Strathaven and Lesmahagow    |                | Lisa Cameron         |            | Lisa Cameron        |
| East Lothian                                |                | George Kerevan       |            | Martin Whitfield    |
| East Renfrewshire                           |                | Kirsten Oswald       |            | Paul Masterton      |
| Edinburgh East                              |                | Tommy Sheppard       |            | Tommy Sheppard      |
| Edinburgh North and Leith                   |                | Deidre Brock         |            | Deidre Brock        |
| Edinburgh South                             |                | Ian Murray           |            | Ian Murray          |
| Edinburgh South West                        |                | Joanna Cherry        |            | Joanna Cherry       |
| Edinburgh West                              |                | Michelle Thomson     |            | Christine Jardine   |
| Falkirk                                     |                | John McNally         |            | John McNally        |
| Glasgow Central                             |                | Alison Thewliss      |            | Alison Thewliss     |
| Glasgow East                                |                | Natalie McGarry      |            | David Linden        |
| Glasgow North                               |                | Patrick Grady        |            | Patrick Grady       |
| Glasgow North East                          |                | Anne McLaughlin      |            | Paul Sweeney        |
| Glasgow North West                          |                | Carol Monaghan       |            | Carol Monaghan      |
| Glasgow South                               |                | Stewart McDonald     |            | Stewart McDonald    |
| Glasgow South West                          |                | Chris Stephens       |            | Chris Stephens      |
| Glenrothes                                  |                | Peter Grant          |            | Peter Grant         |
| Gordon                                      |                | Alex Salmond         |            | Colin Clark         |
| Inverclyde                                  |                | Ronnie Cowan         |            | Ronnie Cowan        |
| Inverness, Nairn, Badenoch and Strathspey   |                | Drew Hendry          |            | Drew Hendry         |
| Kilmarnock and Loudoun                      |                | Alan Brown           |            | Alan Brown          |
| Kirkcaldy and Cowdenbeath                   |                | Roger Mullin         |            | Lesley Laird        |
| Lanark and Hamilton East                    |                | Angela Crawley       |            | Angela Crawley      |
| Linlithgow and East Falkirk                 |                | Martyn Day           |            | Martyn Day          |
| Livingston                                  |                | Hannah Bardell       |            | Hannah Bardell      |
| Midlothian                                  |                | Owen Thompson        |            | Danielle Rowley     |
| Moray                                       |                | Angus Robertson      |            | Douglas Ross        |
| Motherwell and Wishaw                       |                | Marion Fellows       |            | Marion Fellows      |
| Na h-Eileanan an Iar                        |                | Angus MacNeil        |            | Angus MacNeil       |
| North Ayrshire and Arran                    |                | Patricia Gibson      |            | Patricia Gibson     |
| North East Fife                             |                | Stephen Gethins      |            | Stephen Gethins     |
| Ochil and South Perthshire                  |                | Tasmina Ahmed-Sheikh |            | Luke Graham         |
| Orkney and Shetland                         |                | Alistair Carmichael  |            | Alistair Carmichael |
| Paisley and Renfrewshire North              |                | Gavin Newlands       |            | Gavin Newlands      |
| Paisley and Renfrewshire South              |                | Mhairi Black         |            | Mhairi Black        |
| Perth and North Perthshire                  |                | Pete Wishart         |            | Pete Wishart        |
| Ross, Skye & Lochaber                       |                | Ian Blackford        |            | Ian Blackford       |
| Rutherglen and Hamilton West                |                | Margaret Ferrier     |            | Ged Killen          |
| Stirling                                    |                | Steven Paterson      |            | Stephen Kerr        |
| West Aberdeenshire and Kincardine           |                | Stuart Donaldson     |            | Andrew Bowie        |
| West Dunbartonshire                         |                | Martin Docherty      |            | Martin Docherty     |